# Jean-Pierre Althaus
 (février 2022).
La mise en forme du texte ne suit pas les recommandations de Wikipédia : il faut le « wikifier ».
Les points d'amélioration suivants sont les cas les plus fréquents. Le détail des points à revoir est peut-être précisé sur la page de discussion.
- Les titres sont pré-formatés par le logiciel. Ils ne sont ni en capitales, ni en gras.
- Le texte ne doit pas être écrit en capitales (les noms de famille non plus), ni en gras, ni en italique, ni en « petit »…
- Le gras n'est utilisé que pour surligner le titre de l'article dans l'introduction, une seule fois.
- L'italique est rarement utilisé : mots en langue étrangère, titres d'œuvres, noms de bateaux, etc.
- Les citations ne sont pas en italique mais en corps de texte normal. Elles sont entourées par des guillemets français : « et ».
- Les listes à puces sont à éviter, des paragraphes rédigés étant largement préférés. Les tableaux sont à réserver à la présentation de données structurées (résultats, etc.).
- Les appels de note de bas de page (petits chiffres en exposant, introduits par l'outil «  Source ») sont à placer entre la fin de phrase et le point final[comme ça].
- Les liens internes (vers d'autres articles de Wikipédia) sont à choisir avec parcimonie. Créez des liens vers des articles approfondissant le sujet. Les termes génériques sans rapport avec le sujet sont à éviter, ainsi que les répétitions de liens vers un même terme.
- Les liens externes sont à placer uniquement dans une section « Liens externes », à la fin de l'article. Ces liens sont à choisir avec parcimonie suivant les règles définies. Si un lien sert de source à l'article, son insertion dans le texte est à faire par les notes de bas de page.
- La présentation des références doit suivre les conventions bibliographiques. Il est recommandé d'utiliser les modèles {{Ouvrage}}, {{Chapitre}}, {{Article}}, {{Lien web}} et/ou {{Bibliographie}}. Le mode d'édition visuel peut mettre en forme automatiquement les références.
- Insérer une infobox (cadre d'informations à droite) n'est pas obligatoire pour parachever la mise en page.

Pour une aide détaillée, merci de consulter Aide:Wikification.
Si vous pensez que ces points ont été résolus, vous pouvez retirer ce bandeau et améliorer la mise en forme d'un autre article.
 (février 2022).
Si vous disposez d'ouvrages ou d'articles de référence ou si vous connaissez des sites web de qualité traitant du thème abordé ici, merci de compléter l'article en donnant les références utiles à sa vérifiabilité et en les liant à la section « Notes et références ».
 (mars 2022).
Pour les articles homonymes, voir Althaus.
Jean-Pierre Althaus, né le 22 mai 1949 à Genève, est un écrivain et acteur vaudois, fondateur et directeur du Théâtre l'Octogone.

## Biographie
Jean-Pierre Althaus naît le 22 mai 1949 à Genève.
Il manifeste très tôt une attirance pour l'art dramatique. Élève de Germaine Tournier, puis de Philippe Mentha, il entame une carrière de comédien au Théâtre de Carouge en 1971, sous la direction de François Simon dont il a été aussi l'assistant. Depuis, il interprète régulièrement divers rôles sur la plupart des scènes de Suisse romande, ainsi qu'au sein de la Compagnie Renaud-Barrault avec Jean-Louis Barrault et Laurent Terzieff, et dans une douzaine de films, téléfilms et documentaires. Il a joué plus de cinquante spectacles, il est l'auteur de dix-huit pièces de théâtre et de neuf livres.
En 1975, il participe en tant que comédien à une création en français du « Météore », de Friedrich Dürrenmatt, d'après une traduction inédite de Marcel Aymé, au Théâtre de La Comédie de Genève. En 1989, le chanteur-compositeur Michel Bühler lui écrit le rôle du bailli Gessler dans « La Véritable histoire de Guillaume Tell ». En 1989 encore, il inaugure le Café Théâtre de La Voirie de Pully avec sa comédie « Cendrillon est une poufiasse » ; la pièce est reprise en 1999 pour fêter les dix ans d'existence de cet espace artistique. À la demande de la Ville de Pully, il écrit et crée en 2003 sur la scène de l'Octogone une pièce intitulée « Le Vert de Desmoulins, ça ira ! », destinée à célébrer le bicentenaire du canton de Vaud. En 2005, il tient le rôle-titre dans le film « Les Aventures en Orient du Baron Tavernier », du réalisateur Philippe Nicolet.
En 2009, il crée pour célébrer les 30 ans de l'Octogone son premier spectacle en solitaire intitulé « Le Clou du spectacle est dans la boîte à outils », puis son second en 2012, « Heidi Baba et les Quarante Yodleurs ». Entre-temps, en 2011, il fait mettre en scène "Les Deux sont tombés sur la tête", une pièce constituée de plusieurs sketches humoristiques, écrite pour la comédienne Khany Hamdaoui et lui. En 2014, il tourne avec Anna Mouglalis dans "Un Voyage" du réalisateur français Samuel Benchetrit. En 2015, en compagnie des musiciennes Marina Paglieri et Soojin Lee, il monte un quatrième spectacle, sur Rousseau et Voltaire, écrit pour lui-même, et intitulé "Les Pensées ne sont pas que des fleurs". La même année, "Néfertiti et Gominet", sa comédie écrite pour la comédienne Maria Mettral est créée à Montreux. En 2016, il interprète le rôle de Caïus dans le film en 3D de Philippe Nicolet, une œuvre destinée à être projetée au cours d'un spectacle filmique, dans le site romain d'Aventicum, afin de retracer les 2000 ans de la Capitale des Helvètes. En 2017, il crée, en compagnie de la violoniste Rachel Kolly d'Alba, sa pièce sur les héroïnes de la littérature classique "Anna, Nana, nanana", dans le cadre du festival "Le Livre sur les quais" à Morges. Ce monologue fait l'objet d'une adaptation cinématographique, intitulée" Les Héroïnes pullulent, le Comte affabule", un film tourné en 2018 dans le cadre du Château de L'Isle et réalisé par Jean-Paul Daguzan.
En 2021, il met en scène un nouveau spectacle au Café-Théâtre de La Voirie à Pully, intitulé "La Cantatrice mauve chez Molière", qu'il joue en compagnie de la chanteuse lyrique Véronique Valdès, pour qui il a écrit ce spectacle, et le pianiste Titta Carvelli. Cette production est reprise en 2022 avec Hélène Hébrard dans le rôle-titre.
Il est nommé administrateur de la Promotion culturelle et artistique à Pully en 1979, puis directeur du Théâtre de l'Octogone du 1er mai 1979 au 31 décembre 2010, ainsi que chef du service des affaires culturelles de la ville de Pully de 1988 à 2010. Pendant quatre ans, il collabore aussi à la rubrique théâtrale du quotidien 24 heures sous la direction d'Henri-Charles Tauxe.
Auteur d'un essai, "Voyage dans le théâtre" et de plusieurs comédies, Jean-Pierre Althaus donne naissance à un premier roman, "Le mystère de Sétépen-Rê" , paru en 2002 aux Éditions Séguier Archimbaud. En 2002, il écrit un récit sur le théâtre « L'Homme est un loup pour l'ogre », paru aussi aux Éditions Séguier. Avec la collaboration de Michel Archimbaud, il compose une adaptation théâtrale d'une nouvelle de Rilke « Mitsou, histoire d'un chat », une oeuvre publiée en 2004 aux Éditions Les Belles Lettres Archimbaud. Il est ensuite l'auteur d'une biographie intitulée "Emmanuelle Seigner, cinéma, théâtre, mode et chanson" aux Éditions Favre (2014). En 2019, il est l'auteur d'un essai dont le titre est "Envoûtantes Héroïnes - Le destin fascinant des grandes figures féminines de la littérature" (Éditions Favre). En 2022, les Éditions Infolio Littérature publient son deuxième roman "Parfum d'osmose", une histoire à suspense, parsemée d'actions stupéfiantes, d'énigmes, une vibrante ode à la liberté qui puise ses sources dans le début du XXe siècle. En 2025, le même éditeur, présente son dixième livre "Lotosblume" dans la collection dirigée par Patrick Amstutz ; il s'agit d'un récit romanesque qui prend la forme d'un conte truculent en exprimant la relation tendre entre un humain et une petite chienne. Deux de ses comédies sont éditées : "Du Barnum chez Burne ou les Amants de l'Arène" (Éditions L'Âge d'Homme, 1996) et "Elle a du chien, Mademoiselle Baskerville" (Éditions L'Aire, 1992). Toutes deux ont été créées à Montreux.
En 2013, il rédige des textes destinés à commenter les expositions permanentes du nouveau Musée Olympique de Lausanne.
En 2010, il est nommé Chevalier dans l'Ordre des Arts et des Lettres par Frédéric Mitterrand et le Ministère de la culture française.

## Filmographie
- 1970 : "Simple police" de André Béart-Arosa
- 1975 : "La Pêche miraculeuse" de Pierre Matteuzzi
- 1977 : "Les Années d'illusion" de Pierre Matteuzzi
- 1980 : "Les Dames de cœur" de Paul Siegrist
- 1987 : "Florence et la Vie de château" de Jean-Jacques Tarbes
- 1989 : "La Véritable Histoire de Guillaume Tell" de Serge Minkoff
- 2000 : "Le Signe de onze heures" de Philippe Nicolet
- 2003 : "Le Prisonnier de Chillon" de Jean-Philippe Weiss
- 2005 : "Les Aventures en Orient du Baron Tavernier" de Philippe Nicolet
- 2011 : "Confidences et Sentiments" de Gianni Notaro
- 2014 : "Un voyage" de Samuel Benchetrit
- 2016 : "L'Esclave et le Hibou" de Philippe Nicolet
- 2019 : "Les Héroïnes pullulent, le Comte affabule" de Jean-Paul Daguzan

## Théâtre

### Comédien
- 1969 : "Terreur dans l'Oklahoma" d'Yves Robert, mise en scène Daniel Baudraz
- 1970 : "Château en Suède" de Françoise Sagan, mise en scène Germaine Tournier
- 1970 : "Les Folies amoureuses" de Jean-François Regnard, mise en scène Germaine Tournier
- 1970 : "Le Bal masqué" de Giuseppe Verdi, mise en scène Herbert Graf
- 1971 : "La Poule d'eau" de Stanislaw Ignacy Witkiewicz, mise en scène François Simon
- 1971 : "Le Fou et la Nonne" de Stanislaw Ignacy Witkiewicz, mise en scène François Simon
- 1972 : "La Fille de Madame Angot" de Charles Lecocq, mise en scène René Gachet
- 1972 : "Véronique" d'André Messager, mise en scène Edouard Nerval
- 1973 : "Monsieur Bonhomme et les Incendiaires" de Max Frisch, mise en scène William Jacques
- 1973 : "Les Mousquetaires au couvent" de Louis Varney, mise en scène Edouard Nerval
- 1974 : "Faust en ménage" de Claude Terrasse, mise en scène Edouard Nerval
- 1974 : "Dédé" d'Henri Christiné, mise en scène Edouard Nerval
- 1975 : "Théodore cherche des allumettes" de Georges Courteline, mise en scène William Jacques
- 1975 : "Le Météore" de Friedrich Dürrenmatt, mise en scène Gérard Carrat
- 1975 : "Les Femmes savantes" de Molière, mise en scène Leyla Aubert
- 1976 : "La Cerisaie" d'Anton Tchekhov, mise en scène William Jacques
- 1976 : "Oncle Vania" d'Anton Tchekhov, mise en scène William Jacques
- 1976 : "Christophe Colomb" de Paul Claudel, mise en scène Jean-Louis Barrault
- 1977 : "Le Médecin malgré lui" de Molière, mise en scène Jean-Pierre Althaus
- 1979 : "Le Cabaret clownesque", création collective
- 1985 : "Par-delà les marronniers" de Jean-Michel Ribes, mise en scène Michel Corod
- 1985 : "Volpone" de Ben Jonson, mise en scène Marcel Robert
- 1987 : "La Farce des Joyeuses Commères de Windsor" de William Shakespeare, mise en scène Sara Gazzola
- 1989 : "La Véritable histoire de Guillaume Tell" de Michel Bühler, mise en scène Gérard Bétant
- 1989 : "Le Roi Arthur" d'Henry Purcell, mise en scène Claude Grin
- 1989 : "L'Étonnante Aventure de la Mission Desquet" d'Eric Le Collen, mise en scène Eric Le Collen
- 1993 : "Alma" de Katarzyna Gdaniec et Marco Cantalupo, mise en scène Jacques Gardel
- 1995 : "Adieu Berthe" de Francis Blanche, mise en scène Jean-Philippe Weiss
- 1997 : "Un Noël d'enfer" de Yasmine Char (scénario de Sean Ferrer), mise en scène Sara Gazzola et Gérard Demierre
- 1997 : "Concerto" de Katarzyna Gdaniec et Marco Cantalupo, chorégraphie et mise en scène idem
- 2000 : "La Mission Rocket" d'Eric Le Collen, mise en scène Eric Le Collen
- 2003 : "Oblomov" d'Ivan Gontcharov, mise en scène Pierre-Loup Rajot
- 2004 : "Paradis Lapin" de Jean-Pierre Althaus et Michel Grobéty, mise en scène Michel Grobéty
- 2006 : "Spectacle des 30 ans du TMR", mise en scène Jean-Philippe Weiss
- 2009 : "Roméo et Juliette" de Sergueï Prokofiev, mise en scène Paul Chalmer
- 2009 : "Le Clou du spectacle est dans la boîte à outils" de Jean-Pierre Althaus, mise en scène Antony Mettler
- 2010 : "Napoléon Tropique" de Jacques Guhl, mise en scène Jean-Philippe Weiss
- 2011 : "Les deux sont tombés sur la tête" de Jean-Pierre Althaus, mise en scène Antony Mettler
- 2012 : "Heidi Baba et les Quarante Yodleurs" de Jean-Pierre Althaus, mise en scène Patrick Francey
- 2013 : "Le Mémorial de l'église rouge" de Khany Hamdaoui et Vincent Prezioso, mise en scène Vincent Prezioso
- 2014 : "L'Amour est enfant de poèmes" de Jean-Pierre Althaus, mise en scène idem
- 2014 : "Entrée des artistes" de Jean-Pierre Althaus, mise en scène idem
- 2015 : "Amours, Orgues & autres Délices" Amours, de Marina Paglieri, mise en scène idem
- 2015 : "Les pensées ne sont pas que des fleurs" de Jean-Pierre Althaus, mise en scène idem avec Marina Paglieri
- 2015 : "Gilles, 120 ans déjà..." de Jean Villard Gilles, Denis Meylan et Vincent Prezioso, mise en scène Vincent Prezioso
- 2015 : "Viens à Youkali" de Bertolt Brecht, Kurt Weill et Viola von Scarpatetti, mise en scène Vincent Prezioso
- 2017 : "Anna, Nana, nanana" de Jean-Pierre Althaus, mise en scène idem.
- 2021 : "La Cantatrice mauve chez Molière" de Jean-Pierre Althaus, mise en scène idem

### Auteur
- 1989 : "Cendrillon est une pouffasse" (créée au Théâtre de La Voirie à Pully)
- 1991 : "Poppée et Néron, péplum de chambre" (créée au Théâtre de La Voirie à Pully)
- 1992 : "Elle a du chien, Mademoiselle Baskerville" (créée au Théâtre du Vieux-Quartier à Montreux)
- 1996 : "Du Barnum chez Burne ou les Amants de l'Arène" (créée au Théâtre du Vieux-Quartier à Montreux)
- 2000 : "Et si on regardait la TV" (créée à l'auberge de l'Onde à Saint-Saphorin)
- 2001 : "Et si on regardait la TV 2" (créée à l'auberge de l'Onde à Saint-Saphorin)
- 2002 : "Mère-grand est un pot bull" (créée au Théâtre de La Voirie à Pully)
- 2002 : "Jerzy et Lola" avec Katarzyna Gdaniec et Marco Cantalupo (créée à l'Octogone à Pully)
- 2003 : "Le Vert de Desmoulins, ça ira !" (créée à l'Octogone à Pully)
- 2004 : "Paradis Lapin" avec Michel Grobéty (créée à l'Octogone à Pully)
- 2009 : "Le clou du spectacle est dans la boîte à outils" (créée à l'Octogone à Pully)
- 2011 : "Les deux sont tombés sur la tête" (créée au Théâtre Montreux Riviera)
- 2012 : "Heidi Baba et les Quarante Yodleurs" (créée au Théâtre de La Voirie à Pully)
- 2015 : "Les pensées ne sont pas que des fleurs" (créée à la Cave du Château de Saint-Prex)
- 2015 : "Néfertiti et Gominet" (créée au Théâtre Montreux Riviera)
- 2017 : "Anna, Nana, nanana" (créée au Casino de Morges, festival Le Livre sur les Quais)
- 2021 : "La cantatrice mauve chez Molière" (Créée au Café-Théâtre de La Voirie à Pully)

## Sources
- « Jean-Pierre Althaus », sur la base de données des personnalités vaudoises sur la plateforme « Patrinum » de la Bibliothèque cantonale et universitaire de Lausanne.
- Jean-Pierre Althaus, Voyage dans le théâtre, Lausanne, P.-M. Favre, 1984. p. 244
- Jean-Pierre Althaus, L'Homme est un loup pour l'ogre, Paris, Séguier, 2002.
- Archives de la Ville de Pully
- Archives de La Comédie de Genève
- Archives du Théâtre de Carouge
- Archives du Théâtre Montreux-Riviera
- Archives du journal 24 Heures
- Archives RTS
- Archives de la Société Suisse des Auteurs
- Curriculum vitae et coupures de presse dans le site www.althaus-productions.ch
- BCUL, Bibliothèque scientifique, Collections de littératures modernes, site "Unithèque"